# The Adelaide Hotel Toronto
Le Adelaide Hotel Toronto est un gratte-ciel multiple-usage situé à Toronto, construit par la compagnie Talon International Development Inc., possession du milliardaire canadien Alex Shnaider.[citation nécessaire]
Originellement, le nom de l'hôtel était Trump International Hotel and Tower Toronto. En 2017, l'hôtel a été renommé The Adelaide Hotel Toronto à la suite de diverses controverses reliés au président américain Donald Trump.
Le nom original de l'édifice provenait du promoteur immobilier Donald Trump qui est un actionnaire mineur du projet. Le gratte-ciel se situe au cœur du quartier financier de Toronto, au 311 Bay Street, à l'intersection des rues Bay et Adelaide. La construction a débuté le 12 octobre 2007 après la vente des dernières actions en septembre 2007.

## Description

### Architecture
Le Adelaide Hotel Toronto de 65 étages possède une hauteur d'environ 280 mètres. Doté d'un style moderne d'architecture, l'allure extérieur est faite d'une façade en métal, en pierre et en verre. Il y a 260 chambres d'hôtels et 118 appartements à l'intérieur. Les 2 derniers étages consistent en un spa de 1 700 m2.
Il s'agit de l'édifice résidentiel le plus haut au Canada.

### Détails

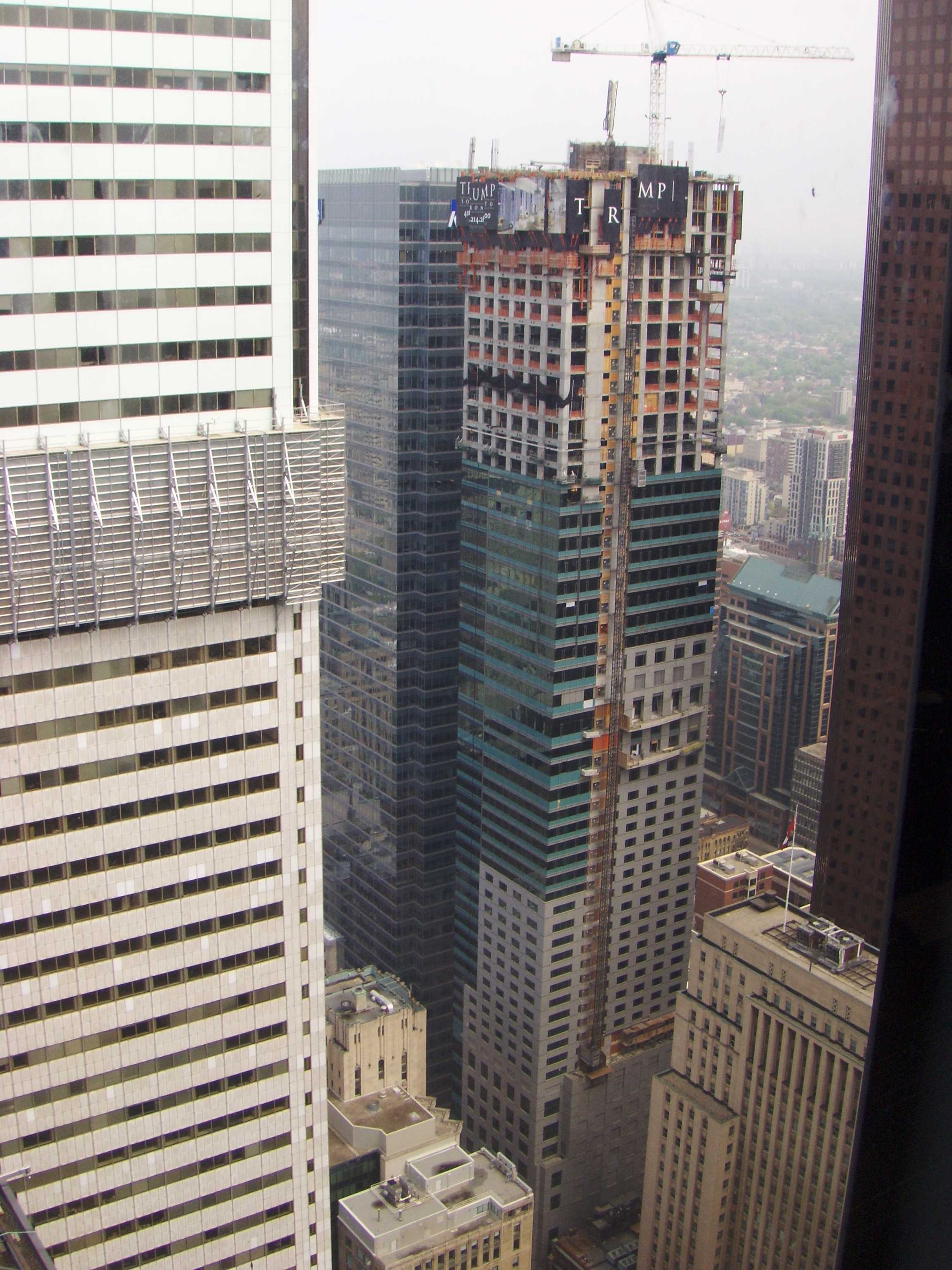
Construction du Adelaide Hotel Toronto.

Les suites commencent à 207 m2. Elles ont été désignées pour permettre une hauteur de 3,4 à 4 mètres jusqu'au plafond. Les prix pour les appartements sont d'au moins 900 000 $. Pour préserver la vie privée des locataires, il y a un maximum de quatre suites par étage ainsi que des entrées et des ascenseurs différents pour les résidents de ceux des clients de l'hôtel.[citation nécessaire]
Il est prévu de connecter l'édifice au réseau souterrain PATH de Toronto.[citation nécessaire]
Le 23 mars 2007, Talon International Development Inc. à Toronto annonce être arrivé à une entente avec la banque d'affaires internationale Raiffeisen Zentralbank Oesterreich AG (RZB), pour 310 millions de dollars, afin de financer la construction de leur hôtel 5 étoiles.